# Psilomorfinos
Psilomorfinos (Psilomorphini) é uma tribo de coleópteros da subfamília Cerambycinae.

## Sistemática
- Ordem Coleoptera
  - Subordem Polyphaga
    - Infraordem Cucujiformia
      - Superfamília Chrysomeloidea
        - Família Cerambycidae
          - Subfamília Cerambycinae
            - Tribo Psilomorphini (Lacordaire, 1869)
              - Gênero Arcucornus (Scambler, 1997)
              - Gênero Ischnauchen (Scambler, 1993)
              - Gênero Psilomorpha Saunders, 1850)